# يو إف سي على إي إس بي إن: رودريغيز ضد واترسون
يو إف سي على إي إس بي إن: رودريغيز ضد واترسون (بالإنجليزية: UFC on ESPN: Rodriguez vs. Waterson)‏ (المعروف أيضًا باسم يو إف سي على إي إس بي إن 24 ويو إف سي فيغاس 26) هو حدث لفنون القتال المختلطة نظمته يو إف سي، وأُقيم في 8 مايو 2021، على يو إف سي أبيكس في إنتربرايز، نيفادا، وهي جزء من منطقة لاس فيغاس الحضرية، الولايات المتحدة.